# Магнезиев сулфат
Магнезиевият сулфат е неорганична сол с формула MgSO4(H2O)x, където 0≤x≤7. Той често се среща под формата на хептахидратния сулфатен минерал епсомит (MgSO4·7H2O). Общата световна употреба на монохидрата му към средата на 70-те години на XX век възлиза на 2,3 милиона тона, по-голямата част от които се използват в селското стопанство.
Магнезиевият сулфат по традиция се използва в солите за баня. Може да се използва и като козметичен продукт. Атлетите го използват за облекчаване на мускулна треска, а градинарите го употребяват за подобряване на културите. Съединението има още множество полезни свойства, като например премахването на тресчици и тръни от кожата.

## Хидрати и получаване
Известни са различни хидрати на магнезиевия сулфат.
Хептахидратът лесно губи един воден еквивалент, образувайки хексахидрат. Понякога хептахидратът се нарича английска сол, тъй като е добит за пръв път от солен извор в Епсом, Съри, Англия, при който порестият варовик се среща с непореста глина.
Монохиратът (MgSO4·H2O) се среща в минерала кизерит. Той може да се получи чрез нагряване на хексахидрат до около 150 °C. По-нататъшното загряване до 200 °C образува безводен магнезиев сулфат. При допълнително нагряване безводната сол се разлага до магнезиев оксид (MgO) и серен триоксид (SO3).
Хептахидрат може да се получи чрез неутрализиране на сярна киселина с магнезиев карбонат или магнезиев оксид, но обикновено може да се набави директно от естествени източници.
- Взаимодействие на сярна киселина с магнезий:

{\displaystyle {\mathsf {Mg+H_{2}SO_{4}\ {\xrightarrow {\ }}\ MgSO_{4}+H_{2}}}}
- Взаимодействие на сярна киселина с оксида, хидроксида и карбоната на магнезия:

{\displaystyle {\mathsf {MgO+H_{2}SO_{4}\ {\xrightarrow {\ }}\ MgSO_{4}+H_{2}O}}}
{\displaystyle {\mathsf {Mg(OH)_{2}+H_{2}SO_{4}\ {\xrightarrow {\ }}\ MgSO_{4}+2\ H_{2}O}}}
{\displaystyle {\mathsf {MgCO_{3}+H_{2}SO_{4}\ {\xrightarrow {\ }}\ MgSO_{4}+CO_{2}\uparrow +H_{2}O}}}
- Обменни реакции:

{\displaystyle {\mathsf {MgCO_{3}+(NH_{4})_{2}SO_{4}\ {\xrightarrow {100^{o}C}}\ MgSO_{4}+2NH_{3}\uparrow +CO_{2}\uparrow +H_{2}O}}}
- Безводен магнезиев сулфат се получава чрез изсушаване на кристален хидрат:

{\displaystyle {\mathsf {MgSO_{4}\cdot 7H_{2}O\ {\xrightarrow {200^{o}C}}\ MgSO_{4}+7\ H_{2}O}}}

## Химични свойства
- При загряване до над температурата на топене магнезиевият сулфат се разлага:

{\displaystyle {\mathsf {2\ MgSO_{4}\ {\xrightarrow {1200~^{\circ }C}}\ 2\ MgO+2\ SO_{2}+O_{2}}}}
- С концентрирана сярна киселина образува хидросулфат:

{\displaystyle {\mathsf {MgSO_{4}+H_{2}SO_{4}\ {\xrightarrow {\ }}\ Mg(HSO_{4})_{2}}}}
- При нагряване взаимодейства със сероводород, силициев диоксид, въглерод:

{\displaystyle {\mathsf {MgSO_{4}+H_{2}S\ {\xrightarrow {700~^{\circ }C}}\ MgO+SO_{2}+S+H_{2}O}}}
{\displaystyle {\mathsf {MgSO_{4}+SiO_{2}\ {\xrightarrow {680~^{\circ }C}}\ MgSiO_{3}+SO_{3}}}}
{\displaystyle {\mathsf {2\ MgSO_{4}+C\ {\xrightarrow {800~^{\circ }C}}\ 2\ MgO+2\ SO_{2}+CO_{2}}}}
{\displaystyle {\mathsf {MgSO_{4}+2\ C\ {\xrightarrow {>800~^{\circ }C}}\ MgS+2\ CO_{2}}}}

## Употреба

### Медицина
Това е едно от най-важните лекарства за елементарното здравеопазване според Световната здравна организация.
Магнезиевият сулфат често се използва за приготвяне на фармацевтичен магнезий, който може да се използва както външно, така и вътрешно. Той е силно водоразтворим, но разтворимостта се възпира от липидите, които често се използват в лосионите. Лосионите често използват емулсии или суспензии, за да включват както масло, така и водоразтворими съставки. По този начин магнезиевият сулфат в лосион може да се абсорбира в зависимост от това дали не е наличен за миграция към кожата, нито да бъде абсорбиран през кожата.
Външно, пастата от магнезиев сулфат се използва за лечение на кожни възпаления. Освен това тя спомага за премахването на тресчици и тръни от кожата.
Освен това магнезиевият сулфат се използва в солите за баня и в камерите за сензорна депривация.
Вътрешно, магнезиевият сулфат се използват като солен осмотичен лаксатив, както и против магнезиев дефицит в организма. Освен това има свойствата на антиаритмичен агент при сърдечен арест. Под вида на спрей може да облекчава симптомите на остра астма. При сериозни астматични пристъпи се прилага интравенозно. Магнезиевият сулфат също спомага за намаляване на риска от прогресиране на прееклампсията до еклампсия.

### Селско стопанство
Магнезиев сулфат се използва за повишаване на съдържание на магнезий или сяра в почвата. Най-често се употребява за растения в саксии или за култури, изискващи много магнезий (картофи, рози, домати, лимони, моркови и чушки). Предимството на магнезиевия сулфат пред другите магнезиеви подобрители на почва (като доломита) е неговата висока разтворимост, което му позволява да се прилага директно върху листата на растенията. Разтворите от магнезиев сулфат са с pH близко до неутралното за разлика от алкалните соли на магнезия, срещащи се в пясъчника.

### Приготвяне на храна
Магнезиев сулфат се използва като сол в пивоварството за произвеждането на бира. Употребява се и като сгъстител при правенето на тофу.

### Химия
Безводният магнезиев сулфат се използва често като десикант при органичния синтез, поради неговия афинитет към водата и сравнимост с повечето органични съединения.